# تلكاجيبانت
تلكاجيبانت (بالإنجليزية: Telcagepant)‏ (الرمز: MK-0974) هو ضاد مستقبل الببتيد المرتبط بجين الكالسيتونين أجرت عليه شركة ميرك الدراسات لاستخدامه في علاج الصداع النصفي. وجدت اثنين من التجارب السريرية أن فاعليته مساوية لريزاتريبتان وزولميتريبتان، لكن الشركة توقفت عن تطوير الدواء بسبب تأثيرات زيادة مستوى نواقل الأمين في مصل الدم. إحدى الدراسات ظهر فيها زيادة في مستوى ناقلة ألانين.